# Clandestine Anticipation
Clandestine Anticipation è il quarto album in studio del duo musicale italiano Krisma, pubblicato nel 1982.

## Descrizione
Nel 1981 i Krisma lasciano la Polydor e firmano un contratto con la CGD. Durante le fasi preliminari del disco, vengono contattati da Martin Hannett, produttore dei Joy Division e degli OMD, interessato a lavorare con loro. Il duo inizia a registrare le basi per il brano Water negli studi Philips di Hilversum, nei Paesi Bassi, ma a causa dei problemi del produttore di dipendenza dall'eroina, i Krisma decidono di abbandonare la collaborazione con Hannet.
Il gruppo prende quindi accordi con Alfredo Cerruti, direttore artistico della CGD e voce degli Squallor, che si dimostra molto disponibile e interessato alla loro musica, intuendone le potenzialità, ma che a breve abbandona la CGD per trasferirsi alla Dischi Ricordi. Poiché ci si trova in estate, però, lo studio di registrazione di Milano chiude per ferie, così Cerrutti, per permettere ai Krisma di poter iniziare a registrare da subito, mettendo loro a disposizione dell'attrezzatura professionale che viene installata direttamente nella loro casa costruita interamente in legno. Il materiale di costruzione permette di ottenere un'acustica particolare, che entusiasma Peter Maben e Sol Nastase, che collaborano alle sedute di registrazione. In seguito i nastri registrati vengono portati allo studio della CGD dove Maurizio Arcieri, Maben e Nastasse completano le registrazioni utilizzando un banco Solid State digitale a 78 piste, dopo di che i nastri vengono portati allo studio Philips di Hilversum, dove vengono mixati.
La CGD investe grandi somme nella promozione del disco, affidando la grafica di copertina all'esperto Mauro Convertino, che aveva già realizzato la copertina del precedente Cathode Mamma e che, per la prima edizione del disco, realizza una copertina originale, che ritrae i volti di Maurizio e Cristina sulle due facce della copertina stessa stilizzati in spigolose linee geometriche, contenuta in una busta di plastica trasparente con i ritratti fotografici dei due fortemente contrastati così da venirsi a sovrapporre e combinare coi disegni.
L'album viene pubblicato nel 1982 in formato LP e musicassetta per il mercato francese (dalla Carrere), greco (dalla CBS), italiano (dalla CGD) e spagnolo (dalla CGD e dalla Flush! Records). Dopo il 1982 l'album è stato ristampato solamente una volta, nel 1994, in formato CD, sempre dalla CGD. Per promuovere l'album viene distribuito un box set promozionale, anch'esso intitolato Clandestine Anticipation, contenente due 12" su cui sono incisi i quattro brani Water, Miami, Crucial Point e Samora Club, stampato in tiratura limitata a 350 esemplari, numerati e personalizzati a mano dai Krisma e contenenti vario altro materiale promozionale, tra cui un puzzle che compone il disegno di copertina dell'album.
Per promuovere l'album vengono girati due costosi videocilp per i brani Miami e Samora Club, il secondo retro sia del singolo Miami che del successivo singolo Water. I video vengono realizzati su richiesta di Paolo Giaccio e Carlo Massarini, per trasmetterli all'interno della trasmissione  Mister Fantasy, condotta da Massarini, che in quegli anni promuove la new wave italiana proprio attraverso il mezzo del videoclip, non ancora sfruttato dalle case discografiche italiane. Coprodotti dalla Rai, i video vengono girati a Bali per esplicita volontà dei Krisma, che vogliono dei video più professionali rispetto allo standard proposto normalmente dalla trasmissione televisiva in quegli anni e finanziano l'operazione, supportati da Giacco, conducendo una troupe della Rai nell'isola indonesiana.
L'album, un concept dedicato all'acqua in tutte le sue forme, spinge agli estremi la sperimentazione elettronica del duo, proponendo uno stile quasi techno dalle atmosfere dark, ma si rivela però un flop commerciale.

## Tracce
Testi e musiche di Krisma.
1. Miami – 6:57
2. Samora Club – 3:27
3. Crucial Point – 4:22
4. Melonarpo – 5:45
5. Silly Europeans – 3:42
6. Wrong Island – 4:19
7. Opposite – 2:13
8. Water – 4:57
9. Zacdt Zacdt – 3:23

Durata totale: 39:05

## Crediti

### Musicisti
- Christina Moser - voce
- Maurizio Arcieri - voce, sintetizzatore
- Sol Nastasse - batteria elettronica
- Peter Maben

### Personale tecnico
- Mauro Convertino - grafica di copertina

## Edizioni
- 1982 - Clandestine Anticipation (CGD, CGD 20296, LP, edizione limitata con sovracopertina trasparente, Italia)
- 1982 - Clandestine Anticipation (CGD, CGD 20296, LP, Italia)
- 1982 - Clandestine Anticipation (CGD, 30 CGD 20296, MC, Italia)
- 1982 - Clandestine Anticipation (Carrere, 67.921, LP, Francia)
- 1982 - Clandestine Anticipation (Carrere, 70.921, MC, Francia)
- 1982 - Clandestine Anticipation (CBS, CBS 85991/CGD 20296, LP, Grecia)
- 1982 - Clandestine Anticipation (Flush! Records, 190 002, LP, Spagna)
- 1982 - Clandestine Anticipation (CGD, 290 002, MC, Spagna)
- 1994 - Clandestine Anticipation (CGD, 4509 97361-2, CD, Italia)